# UR-200
L'UR-200 (in cirillico: УP-200; nome in codice NATO: SS-X-10 Scrag) è stato un missile balistico intercontinentale di fabbricazione sovietica, sviluppato dall'OKB-52 negli anni sessanta per conto delle forze armate sovietiche.
Progettato per competere nel programma sovietico di attacco nucleare orbitale (FOBS), secondo il quale avrebbe dovuto fungere da vettore per una testata nucleare da inserire in orbita terrestre, gli venne preferito l'R-36O, decisione che decretò la cancellazione del progetto.
Ne furono costruiti 9 prototipi nelle versioni a due e tre stadi denominate rispettivamente UR-200A ed UR-200B.

## Storia

### Sviluppo
Il requisito per lo sviluppo di un sistema di bombardamento ad orbita frazionata fu emesso dai vertici delle forze armate sovietiche nel 1961. Vladimir Nikolaevič Čelomej, a capo dell'OKB-52, in risposta a tale requisito, propose l'UR-200. Lo sviluppo di questo sistema d'arma fu autorizzato il 16 marzo 1961, ed il progetto preliminare venne completato nel luglio 1962.
Nelle intenzioni dei progettisti, l'UR-200 avrebbe dovuto essere in grado di svolgere una molteplicità di compiti. In dettaglio, era previsto il suo utilizzo per:
- trasportare una testata nucleare a distanze intercontinentali;
- mettere in orbita un satellite (nello specifico, il riferimento è ai modelli a cui stava lavorando Čelomej, ovvero gli ASAT IS-A ed i RORSAT a propulsione nucleare);
- trasportare un veicolo di rientro (con testata nucleare) chiamato AB-200, che avrebbe dovuto essere in grado di penetrare le difese nemiche grazie ad una serie di manovre evasive.

Lo sviluppo della testata nucleare fu affidato a Litvinov, presso il centro di ricerca di Chelyabinsk-70.
Il primo volo del nuovo missile ebbe luogo il 4 novembre 1963, presso il cosmodromo di Baikonur.

### Cancellazione
L'SS-10 Scrag non entrò mai in servizio operativo, in quanto gli fu preferito l'SS-9 Scarp. Il programma, infatti, venne cancellato nell'ottobre del 1964, in seguito alla caduta di Nikita Sergeevič Chruščëv (principale protettore politico di Čelomej).
Oltre a motivi “politici”, la cancellazione fu forse dovuta anche a questioni di ordine tecnico. In particolare, tale cancellazione fu causata probabilmente al successo dell'R-36, ed al fatto che questo utilizzava propellente ipergolico (l'UR-200 usava invece combustibile criogenico liquido, il che lo rendeva obsoleto). Comunque, i motivi della cancellazione del programma rimangono non chiari.

### Denominazione
L'UR-200 rimase largamente sconosciuto in Occidente fino agli anni novanta. Il nome SS-X-10 Scrag è in pratica il risultato di una serie di designazioni date dai servizi di intelligence occidentali. La CIA, che monitorava i lanci dei vettori da Baikonur, lo designò SS-10. In seguito, il missile sviluppato da Korolev nell'ambito del requisito FOBS (in seguito cancellato), che fu portato in parata sulla Piazza Rossa, fu chiamato Scrag. Credendo che i due missili fossero in realtà lo stesso sistema d'arma, questo fu designato, appunto, SS-X-10 Scrag. Inoltre, i servizi segreti occidentali si convinsero che tale missile fosse utilizzato per lanciare testate nucleare orbitali (cosa che in realtà faceva l’R-36O, derivato dall'SS-9). Paradossalmente, quindi, i tre missili concorrenti nel ruolo di FOBS divennero uno per gli osservatori occidentali.

## Caratteristiche
L'SS-10 era un missile di grandi dimensioni. Si trattava di un bistadio la cui lunghezza raggiungeva i 34,65 metri, mentre il diametro era di tre. Il peso al lancio era compreso tra le 136 e le 138 tonnellate, ed il payload variava tra i 2.690 kg ed i 4.000. Il missile era per impiego terrestre, con lancio da silo (gli stessi utilizzati per gli R-16U/SS-7 Saddler) e sistema di partenza a caldo. Sistema di guida era inerziale autonomo, con correzioni radio.
L'armamento era costituito da una testata nucleare di potenza compresa tra i 5 ed i 15 megatoni. La gittata era compresa tra i 12.000 ed i 14.000 km, con un CEP di 1.800-5.500 metri.

## Versioni
- UR-200A (УP-200A; 8K81): versione a 2 stadi per missile balistico intercontinentale
- UR-200B (УP-200Б; 8K83): versione a 3 stadi per il programma FOBS

## Cronologia dei lanci
Complessivamente, vennero effettuati nove lanci di prova con una percentuale di successo pari al 77,78%:
| # | Data              | Esito    |
| - | ----------------- | -------- |
| 1 | 5 novembre 1963   | Fallito  |
| 2 | 11 aprile 1964    | Fallito  |
| 3 | 15 maggio 1964    | Riuscito |
| 4 | 30 maggio 1964    | Riuscito |
| 5 | 17 giugno 1964    | Riuscito |
| 6 | 1º agosto 1964    | Riuscito |
| 7 | 24 settembre 1964 | Riuscito |
| 8 | 2 ottobre 1964    | Riuscito |
| 9 | 20 ottobre 1964   | Riuscito |